# 安托尼努斯和法烏斯提那神廟
安托尼努斯和法烏斯提那神廟（拉丁語：Templum Antonini et Faustinae）是位於羅馬古羅馬廣場的神廟。神廟修建於141年，是羅馬皇帝安敦寧·畢尤為了紀念他的皇后法烏提斯所修建。這座神廟現在相當大的一部分被改建為教堂。

## 外部連結
- Romecity entry （页面存档备份，存于）